# NGC 3721
NGC 3721 est une galaxie lenticulaire située dans la constellation de la Coupe. NGC 3721 a été découverte par l'astronome américain Francis Leavenworth en 1886.

## Caractéristiques
Sa vitesse par rapport au fond diffus cosmologique est de 6 604 ± 47 km/s, ce qui correspond à une distance de Hubble de 97,4 ± 6,9 Mpc (∼318 millions d'al).

## Identification
La base de données HyperLeda identifie NGC 3721 à la galaxie PGC 170156.